# Lasioglossum perihirtulum
Lasioglossum perihirtulum är en biart som först beskrevs av Cockerell 1937.  Lasioglossum perihirtulum ingår i släktet smalbin, och familjen vägbin. Inga underarter finns listade i Catalogue of Life.